# Луи V дьо Конде
Луи V Жозеф дьо Бурбон-Конде (9 август 1736 – 13 май 1818) е осми принц Дьо Конде.

## Биография
Той е единствения син на принц Луи IV дьо Конде и съпругата му Каролина фон Хесен-Ротенбург. Член е на френското кралско семейство и е един от кръвните принцове в род на Бурбоните, чиито имена са в листата на унаследяване на френската корона.
Луи-Жозеф заема важно място в дворцовата йерархия при управлението на Луи XV и Луи XVI. Служи като губернатор на Бургундия и заема генералски чин във френската армия.
След падането на Бастилията през 1789 г. принц Дьо Конде и семейството му емигрират от Франция, за да не споделят съдбата на много от своите френски роднини като кралят и кралицата, станали жертва на големия терор. Принцът се установява в Кобленц, където започва да събира контрареволюционна армия от френски емигранти. Освен внука му, херцог Д'Анген, и братовчед му граф Д'Артоа, войската на принц Дьо Конде привлича и много други френски аристократи, които заемат важни политически постове след реставрацията на Бурбоните във Франция, като херцог Дьо Ришельо и Шатобриан.
Първоначално армията на Конде се бие срещу революционните френски войски рамо до рамо с австрийците, а през 1795, заради тактически различия с австрийците, Дьо Конде се поставя в услугите на англичаните. През 1796 армията на Конде се бие в Швабия, а след сключването на френско-австрийското примирие през 1797 г. се оттегля в Полша, където се сражава на страната на руснаците под командването на Суворов. След оттеглянето на Русия от антифренската коалиция през 1799 г., Конде отново преминава на английска служба и се бие в Бавария. През 1801 г. войската на принца е разпусната и до края на войната той се установява да живее в Англия заедно с втората си съпруга – принцесата на Монако Мария-Катерина ди Бринол-Сале, за която се жени през 1798 г.
След разгрома на Наполеон принц Дьо Конде се завръща във Франция, където отново заема полагащото му се място в кралския двор на Луи XVIII. Умира през 1818 г. и е наследен от сина си Луи-Анри.